# Рафаело Санти
Рафаело Санти да Урбино (итал. Raffaello Santi da Urbino; Урбино, 6. април 1483 — Рим, 6. април 1520) један је од најпознатијих сликара италијанске ренесансе.
Рафаел је био веома продуктиван и водио је необично велику радионицу. Он је упркос својој раној смрти у 37. години живота, оставио за собом велики број радова. Многи његови радови се налазе у Ватиканској палати, при чему су фреске у Рафаеловим собама централни и највећи радови у његовој каријери. Његов најпознатији рад је Атинска школа у ватиканској Stanza della Segnatura. Након раних година у Риму велики део његовог рада изведен у његовој радионици полазећи од цртежа, са знатним губитком квалитета. Био је изузетно утицајан током свог живота, мада је изван Рима његов рад био познат углавном из његовог колаборативног штампања.

## Биографија
Син је Ђованија Сантија (1435—1494), који је на двору Монтефелтро био запослен као сликар и мајке Мађе де Батиста Чарле.
Поред очевог рада, Рафаел упознаје познате сликаре који су у то време радили такође на двору у Урбину. На младог Рафаела су оставиле нарочити утисак геометријски обликоване слике Пјеро дела Франческа.
Прво образовање у сликарству Рафаело добија код свог оца, који је самим тим и његов први учитељ. Када је прешао у радионицу код Пјетра Ванучија (Перуђина) није познато да ли још у времену док му је отац био жив и од њега препоручен, или тек након његове смрти, а чак се сматра да га је сликар Тимотео Вити лично препоручио Перуђину. По Вазарију који је писао о Рафаеловом животу, то би било 1494. године. Перуђино је у то време имао велику радионицу у Перуђи и у Фиренци где је обучавао велики број ученика.

Дана 7. октобра 1491. године умире му мајка, а три године касније умире му и отац, 1. августа 1494. године у Урбину.
Био је ученик код свог оца златара и вајара Ђиованија Сантија, који је радио за хуманисту и љубитеља уметности, војводу Урбина, Федерика III Монтефелтра. Рафаел је рођен и одрастао у његовој палати у Урбину коју је дизајнирао Франческо Лаурана, а која је тада била на гласу по својој уметности. Његова мајка, Магија, преминула је 1491, а Рафаелов отац, који се у међувремену поновно оженио, преминуо је 1494, те је Рафаел постао сироче с непуних 11 година. Његов ујак Бартоломео је постао његов старалац, који је препустио младом Рафаелу вођење очеве радионице. Рафаелов отац му је осим великог богатства оставио и добре везе с многим уметницима тог доба, што му је помогло касније у његовој каријери.
Између 1498. и 1500. радио у радионици умбријскога сликара Перуђина у Перуђи. У првом раздобљу стваралаштва радио је у духу Перуђиновог сликарства претежно композиције из живота блажене девице Марије. Ликове смирене лепоте смештао је у просторе с дубоким перспективним решењима (Крунидба мајке божје; Мадона Конестабиле; Веридба блажене девице Марије). Године 1501. добио је титулу „мајстора“, чиме је његово школовање било окончано. Његово прво самостално дело била је олтарна слика за цркву св. Николе Толентинског у месту Чита ди Кастело (данас сачувана само у деловима који су у различитим музејима), а најпознатије дело му је олтарна слика Распећа у оближњој цркви св. Доминика.
Од јесени 1504. Рафаел борави и ради у Фиренци на својим првим сликама. Ту се упознаје са радовима ондашњих сликара, Леонарда да Винчија, Андреа дел Сарта, Микеланђела и Фра Бартоломеа. У Фиренцу је дошао са намером да остане неколико месеци и да проучи радове тих сликара, међутим ту остаје четири године и 21. априла 1508. потписује писмо које је послао свом стрицу са „Рафаело, сликар у Фиренци”.

### Фирентински утицај
Рафаел је водио "номадски" живот, радио је у разним центрима у северној Италији, али је провео добар део времена у Фиренци, можда око 1504. Међутим, иако је традиционално датирање његовог "фирентинског раздобља" око 1504—08., он вероватно никада није био стални становник Фиренце. Можда је првобитно посетио град како би осигурао материјале за радионицу у Перуђи, добивши могућност да асимилира утицај фирентинске уметности, градећи свој оригинални стил. Фреске у Перуђи из око 1505. показују нови монументални квалитет у композицији, што може да представља утицај Фра Бартоломеа, за којег Васари каже да је био пријатељ Рафаела. Међутим најупечатљивији утицај у раду тих година је Леонардо да Винци, који се вратио у град 1500—1506. Рафаел је почео да користи динамичне и сложене композиције, а иако су његове фигуре још увек углавном мирне, направио је студије борбе голих мушкараца, једне од опсесија фирентинског раздобља. Други цртеж је портрет младе жене која користи трочетвртински пирамидални састав тек завршене Мона Лисе, али још увек изгледа потпуно рафаеловски. Још једна Леонардова композиција је пирамидална Света породица коју Рафаел понавља у низу радова који остају међу његовим најпознатијим штафелајним сликама. Ту је и Рафаелов цртеж Леонардовог изгубљеног дела Леда и лабуд, из којега је искористио контрапост позу на својој слици Света Катарина Александријска. Такође је усавршио и своју верзију Леонардовог сфумато моделовања, чиме даје суптилност свом сликању, али чува лагано јасно светло Перуђина.
Леонардо је био више од тридесет година старији од Рафаела, док је Микеланђело, који је био у Риму у том раздобљу, био старији тек осам година. Рафаел би био свестан његових дела у Фиренци, што се може видети на његовом Скидању с крста где нпр. Велфлин препознаје утицај Госпе с Микеланђеловог Дони тондоа у клечећој фигури на десној страни, али остатак слике је далеко од његовог или Леонардовог стила и постаје Рафаелов препознатљив стил који се темељи на пластичности и монументалности.

## Римско доба
Крајем 1508. по препоруци Брамантеса, Рафаел добија позив од папе Јулија II да дође у Рим да би улепшао приватне одаје са фрескама у Ватикану.
У Риму добија налог од папе да фрескама улепша три сале (Станце). Девет година је радио на те три Станце у Ватикану:
- 1509 — 1511. у том времену је радио на првој сали
- 1511 — 1514.
- 1514 — 1517.

Године 1511. Рафаело упознаје Микеланђела који је радио таваницу Сикстинске капеле. Кроз познанство са Себастијаном дел Пјомбом, који је такође у то време радио у Риму, Рафаело се упознаје са венецијанским сликарством. Код свих фресака које је Рафаел урадио за Ватикан, помагали су му ученици из његове радионице као и остали радници које је он ангажовао.
Код програма за Sala di Constantino за коју је Рафаело направио идејну скицу очигледно је мало фигура које је он лично својом руком нацртао, даље извођење преузели су његови ученици од 1520. до 1524. Ђулио Романо и Ђовани Франческо Пени.
Током радова на станцама умире папа Јулије II 21. фебруара 1513. и Ђовани де Медичи долази као папа Лав X на престо 11. марта. И нови папа је такође био привржен Рафаелу и након смрти Брамантеса 11. марта 1514. проглашен је за наследника, и већ 1. априла те исте године Рафаело постаје архитекта и извођач радова.
Године 1515, постаје конзерватор античких споменика у Риму, а притом га подржава његов пријатељ Балдасаре Касфиљоне. Новембра те године Рафаело купује кућу у Борго. Првих седам тепиха који су ткани у Фландрији, окачени су 20. децембра 1519. на зидове у Сикстинској капели. На Велики петак, 6. априла 1520. у 37. години живота Рафаел умире од непрекидне високе температуре. Сахрана се извршила следећег дана уз велику почаст, а сахрањен је у Пантеону.

## Дела
Рафаел је мајстор склада, а његова уметност је лирска и драмска. Он је био најрепрезентативнији сликар ренесансе који је у своју уметност уклопио све дотадашње спознаје и искуство уметности (кјароскуро, сфумато и композиције од Леонарда, те карактерност и волуминозност ликова од Микеланђела).
У фирентинском раздобљу настају његове велике олтарне слике (Мадона под балдахином; Полагање у гроб), већи број Госпи (Мадона у зеленом (1505, Света породица (1507), Венчање девице (1504, Мадона дел Грандука; Мадона са чешљугаром; Мадона Темпи; Мадона Колона; Лепа вртларица, La Belle Jardinière), неколико приказа свете породице и портрета (Angiolo Doni), те многобројни цртежи и студије актова. Његова рана слика Венчање девице (Брера) показује лирску атмосферу; храм је у позадини, компликована изведба перспективе ... наговештавају Рафаелове касније радове као архитекта. Био је и изврстан портретиста те је развио свој начин сликања Богородице као чисту и идеализовану. Она ће постати моделом генерација сликара који следе.
Док је Микеланђело радио на таваници Сикстинске капеле, Рафаел је сликао фреске у Ватиканским полујавним собама – станзе (око 1510). Три од ових фресака, Атинска школа, Свети разговори и Поетика, су славна ремекдела која представљају врхунске дисциплине које су се поштовале у ренесанси: филозофију, религију и уметност. Предивно компоноване, јасне и мирне; оне зраче спокојем.
Повремено се огледао и у сценографији (Лодовико Ариосто, Замена особа, 1519). За боравка у Риму израдио је више портрета високе уметничке вредности (Балдасаре Кастиљоне; Кардинал Томасо Ингхирами; Жена с велом; Јулије II; Леон X с кардиналом Ђиулијем де’ Медичи и Луиђијем де’ Роси) те неколико мадона, у којима је досегнуо врхунац својег израза (Мадона ди Фолигно; Мадона дела седија; Сикстинска мадона и позната округла слика, Мадона дела сеђиола). Последње су му велике композиције Св. Сисилија са свецима и Исусово преображење, које су довршили Ђиулио Романо и Ђиован Франћеско Пени.
Као градитељ следбеник је Брамантеова стила високе ренесансе и класицизма Андреа Паладија. Пројектовао је већи број грађевина: вилу Мадама, палате дела Вале и Видони-Кафарели те гробну капелу Чиђи у цркви Ста Марија дел Пополо у Риму.
Након смрти, утицај његовог великог ривала Микеланђела био је све распрострањенији до 18. и 19. века, када су Рафаелови мирнији и хармоничнији квалитети поново сматрани највишим моделима. Његова каријера природно пада у три фазе и три стила, први је описао Ђорђо Вазари: његове године у Умбрији, затим период од око четири године (1504–1508) током кога је апсорбовао уметничку традицију Флоренце, чему је следило његових задњих хектичких и тријумфалних дванаест година у Риму, радећи за двојицу папа и њихове блиске сараднике.
Рафаелов цртеж Мајка с децом украден је из Манастира Ковиљ 31. 12. 1971.

## Сликарски материјали
Рафаел је насликао неколико својих радова на дрвеној подлози (Madonna of the Pinks) али је исто тако користио платно (Sistine Madonna) и био је познат по употреби сушних уља као што су ланена или орахова уља. Његова палета је била богата и користио је готово све доступне пигменте као што су тегет, олово-лимено-жути, кармин, цинобер, ализарин, вердигрис и окер. У неколико његових слика (Ansidei Madonna) он је чак користио ретки екстракт стабла Paubrasilia, метални прах злата и чак мање познати метални прах бизмута.

## Радионица
Вазари наводи да је Рафаел на крају имао радионицу са педесет ученика и помоћника, од којих су многи касније постали значајни уметници. Ово је вероватно био највећи радионички тим састављен под било којим старим мајстором сликарства, и далеко превазилази норму. Тим је обухватао успостављене мајсторе из других делова Италије, који су вероватно радили са својим тимовима као подизвођачима, као и ученике и шегрте. Постоји веома мало доказа о унутрашњим радним аранжманима радионице, осим самих уметничких дела, која је често тешко доделити одређеној руци.

## Галерија
- Сикстинска мадона, Галерија старих мајстора у Дрездену, Немачка
- Madonna Connestabile, Ермитаж, Санкт Петербург, Русија
- Галатејин тријумф, Вила Фарнесина, Рим
- Света Катарина Александријска, 1507, Национална галерија, Лондон.
- Скидање с крста, 1507, уље на дасци, 184 x 176 cm, Галерија Боргезе, Рим
- Галатеја, фреска из виле Фарнесе, Рим (1511).
- Сикстинска мадона, Дресден (1513–14).
- Франческо Марија дела Ровере (1514), нестала 1945. из Музеја Чарторијски, Краков.
- Мадона дела Седија, палата Пити, Фиренца (1514).
- Портрет Балдасареа Кастиљона, Лувр, Париз (1515).
- Капела Киђи, Санта Марија дел Пополо, Рим, 1516.
- Папа Лав X, Уфици, Фиренца (1518–19).